# Urodeta tortuosa
Urodeta tortuosa – gatunek motyla z rodziny Elachistidae i podrodziny Elachistinae.
Gatunek ten opisany został w 2011 roku przez Virginijusa Sruogę et Jurate de Prins, którzy jako miejsce typowe wskazali obóz nad rzeką Faro.
Ciało jasne, długości 2,7 mm. Skrzydła rozpiętości 6,1 mm z niewyraźnymi znakami. Samice o narządach rozrodczych z nierozwiniętymi apophyses posteriores, długim i spiralnie skręconym ductus bursae, corpus bursae pozbawionym signum i silnie zesklerotyzowanym ósmym sternum.
Motyl afrotropikalny, znany tylko z Kamerunu.